# Billboardlistans förstaplaceringar 2008

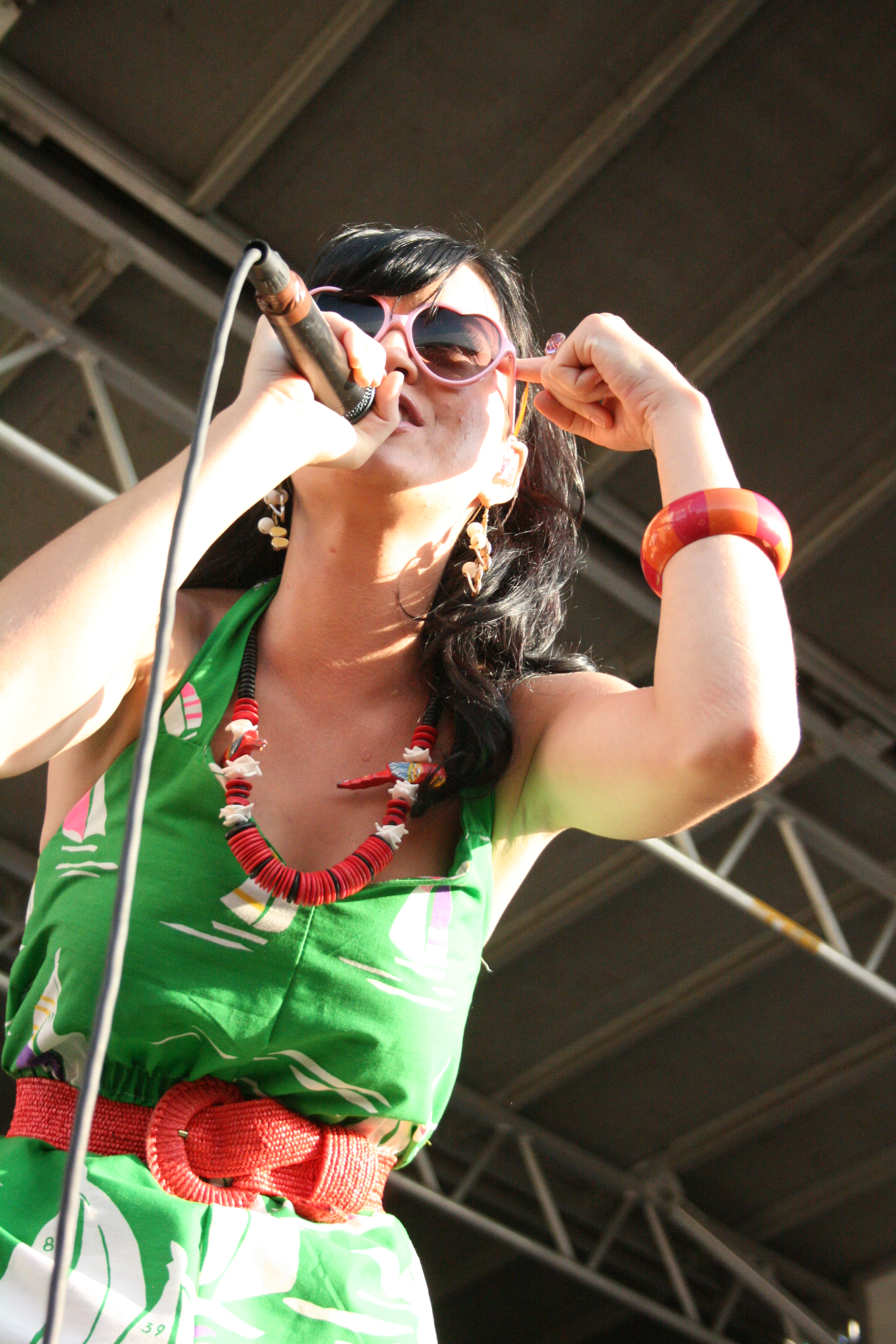
Katy Perry.

Detta är en lista över 2008 års förstaplaceringar på Billboard Hot 100. 

## Listhistorik

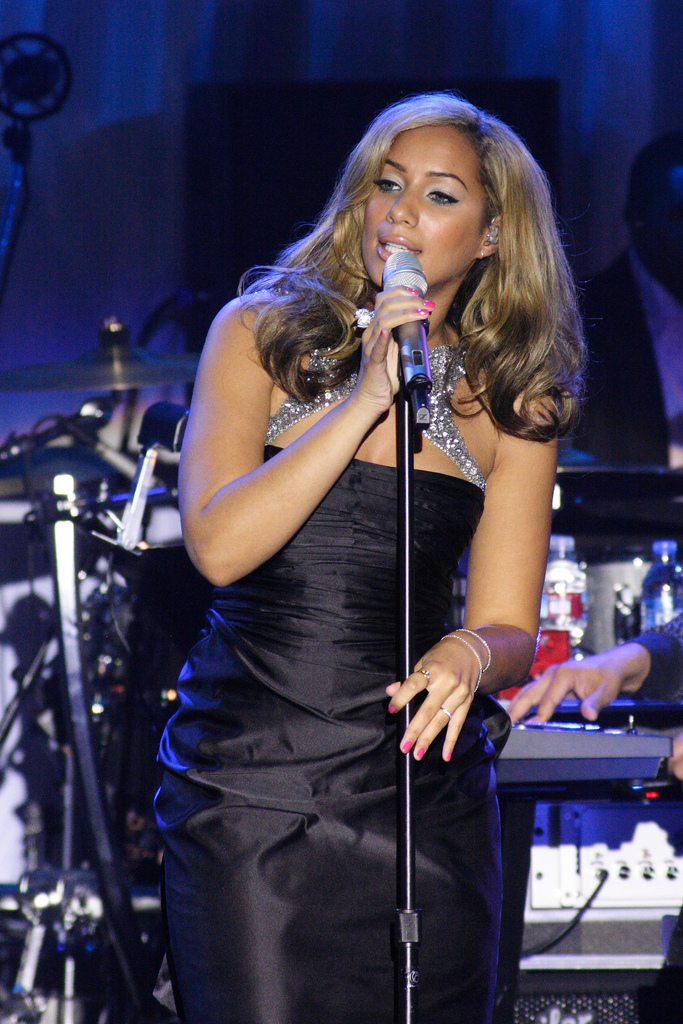
Leona Lewis.

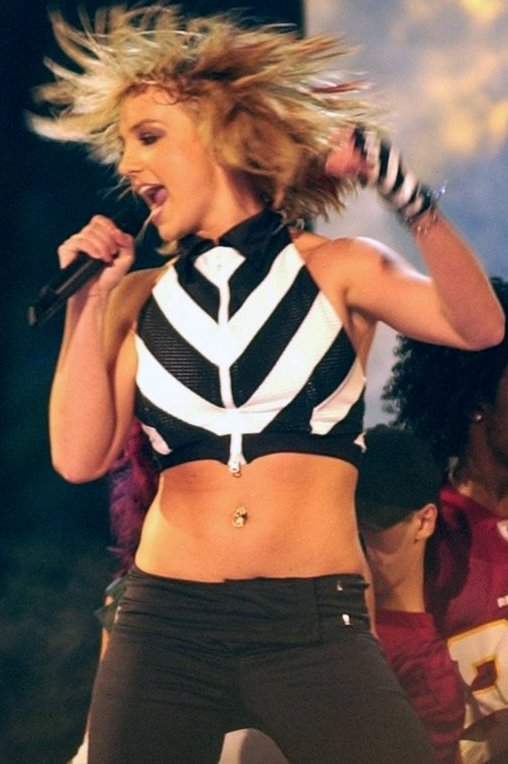
Britney Spears.

| Datum        | Låt                                | Artist                           |
| 5 januari    | Low                                | Flo Rida featuring T-Pain        |
| 12 januari   | Low                                | Flo Rida featuring T-Pain        |
| 19 januari   | Low                                | Flo Rida featuring T-Pain        |
| 26 januari   | Low                                | Flo Rida featuring T-Pain        |
| 2 februari   | Low                                | Flo Rida featuring T-Pain        |
| 9 februari   | Low                                | Flo Rida featuring T-Pain        |
| 16 februari  | Low                                | Flo Rida featuring T-Pain        |
| 23 februari  | Low                                | Flo Rida featuring T-Pain        |
| 1 mars       | Low                                | Flo Rida featuring T-Pain        |
| 15 mars      | Love in This Club                  | Usher featuring Young Jeezy      |
| 22 mars      | Love in This Club                  | Usher featuring Young Jeezy      |
| 29 mars      | Love in This Club                  | Usher featuring Young Jeezy      |
| 5 april      | "Bleeding Love"                    | Leona Lewis                      |
| 12 april     | "Touch My Body"                    | Mariah Carey                     |
| 19 april     | "Touch My Body"                    | Mariah Carey                     |
| 26 april     | "Bleeding Love"                    | Leona Lewis                      |
| 3 maj        | "Lollipop"                         | Lil Wayne featuring Static Major |
| 10 maj       | "Bleeding Love"                    | Leona Lewis                      |
| 17 maj       | "Bleeding Love"                    | Leona Lewis                      |
| 24 maj       | "Take a Bow"                       | Rihanna                          |
| 31 maj       | "Lollipop"                         | Lil Wayne featuring Static Major |
| 7 juni       | "Lollipop"                         | Lil Wayne featuring Static Major |
| 14 juni      | "Lollipop"                         | Lil Wayne featuring Static Major |
| 21 juni      | "Lollipop"                         | Lil Wayne featuring Static Major |
| 28 juni      | "Viva la Vida"                     | Coldplay                         |
| 5 juli       | "I Kissed a Girl"                  | Katy Perry                       |
| 12 juli      | "I Kissed a Girl"                  | Katy Perry                       |
| 19 juli      | "I Kissed a Girl"                  | Katy Perry                       |
| 26 juli      | "I Kissed a Girl"                  | Katy Perry                       |
| 2 augusti    | "I Kissed a Girl"                  | Katy Perry                       |
| 9 augusti    | "I Kissed a Girl"                  | Katy Perry                       |
| 16 augusti   | "I Kissed a Girl"                  | Katy Perry                       |
| 23 augusti   | "Disturbia"                        | Rihanna                          |
| 30 augusti   | "Disturbia"                        | Rihanna                          |
| 6 september  | "Whatever You Like"                | T.I.                             |
| 13 september | "Whatever You Like"                | T.I.                             |
| 30 september | "Whatever You Like"                | T.I.                             |
| 27 september | "So What"                          | Pink                             |
| 4 oktober    | "Whatever You Like"                | T.I.                             |
| 11 oktober   | "Whatever You Like"                | T.I.                             |
| 18 oktober   | "Live Your Life"                   | T.I. featuring Rihanna           |
| 25 oktober   | "Womanizer"                        | Britney Spears                   |
| 1 november   | "Whatever You Like"                | T.I.                             |
| 8 november   | "Whatever You Like"                | T.I.                             |
| 15 november  | "Live Your Life"                   | T.I. featuring Rihanna           |
| 22 november  | "Live Your Life"                   | T.I. featuring Rihanna           |
| 29 november  | "Live Your Life"                   | T.I. featuring Rihanna           |
| 6 december   | "Live Your Life"                   | T.I. featuring Rihanna           |
| 13 december  | "Single Ladies (Put a Ring on It)" | Beyoncé                          |
| 20 december  | "Live Your Life"                   | T.I. featuring Rihanna           |
| 27 december  | "Single Ladies (Put a Ring on It)" | Beyoncé                          |